# Jagner
Jagner é uma cidade e uma nagar panchayat no distrito de Agra, no estado indiano de Uttar Pradesh.

## Demografia
Segundo o censo de 2001, Jagner tinha uma população de 9683 habitantes. Os indivíduos do sexo masculino constituem 54% da população e os do sexo feminino 46%. Jagner tem uma taxa de literacia de 52%, inferior à média nacional de 59.5%: a literacia no sexo masculino é de 62% e no sexo feminino é de 40%. Em Jagner, 18% da população está abaixo dos 6 anos de idade.